# Arbeitertheater Tampere

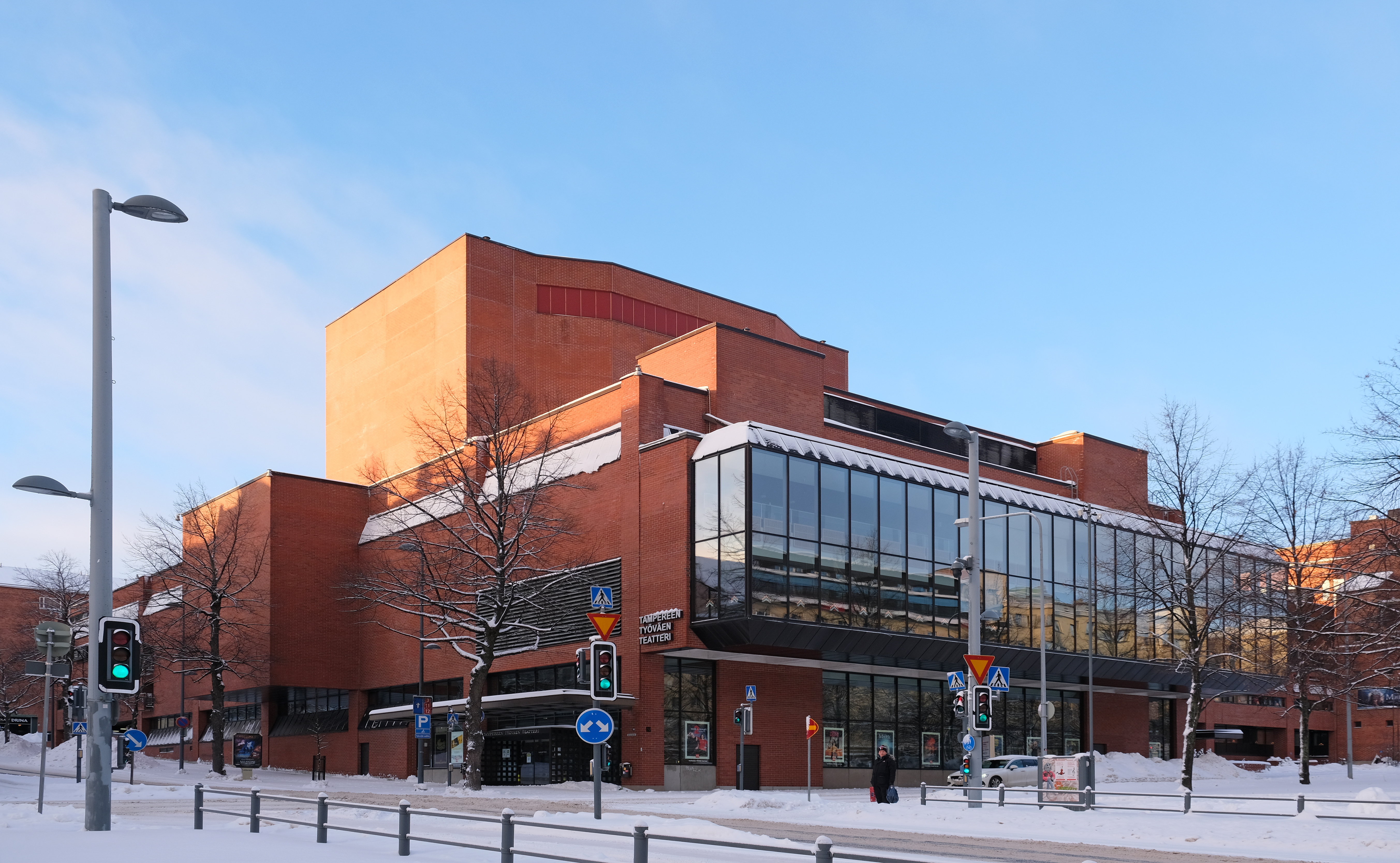
Arbeitertheater Tampere (Tampereen Työväen Teatteri)

Das Arbeitertheater Tampere (finn. Tampereen Työväen Teatteri / Abk. TTT; engl. Tampere Workers’ Theatre) ist eines der beiden aktiven Haupttheater in der finnischen Stadt Tampere, zusammen mit dem Tampere-Theatre (finn. Tampereen Teatteri; engl. Tampere Theatre).
Das Arbeitertheater ging Ende des 19. Jahrhunderts aus einem Laientheater des Arbeitervereins Tampere hervor. Es wurde 1901 gegründet.